# بابت

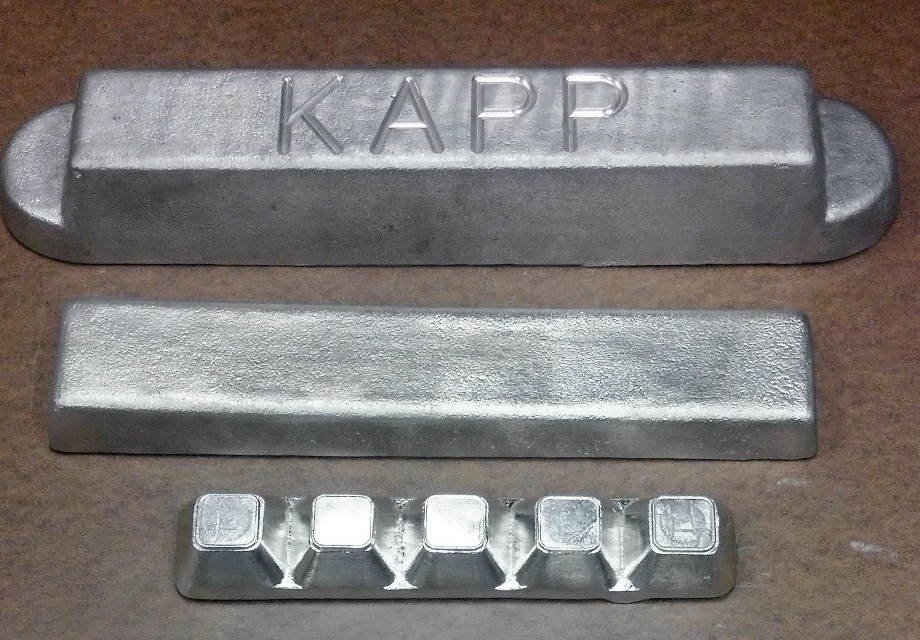
تشكيلات معدنية من سبيكة بابت

بابِت هي سبيكة من القصدير والإثمد والنحاس تستعمل كسطح حامل في المحامل البسيطة لمنع الاحتكاك. سميت السبيكة على اسم مكتشفها إسحق بابت Isaac Babbitt.

## اقرأ أيضاً
- بيوتر
- معدن بريطانيا
- سبيكة فيلد